# Умора на материала
Умора на материалите е процес на постепенно натрупване на структурни повреди в резултат на повтарящи се променливи натоварвания, при което якостта на материала прогресивно намалява. Скоростта на развитие на процеса зависи от честотата на натоварване, свойствата на материала и прилаганата сила.

## Характеристики
- Процесът започва с разместващи движения, постепенно формиращи постоянни линии на приплъзване, които предизвикват микроскопични пукнатини.
- Умората на материалите е стохастичен процес.
- Колкото по-голям е обхватът на прилаганите напрежения, толкова по-бързо настъпва умората.
- Ефектът е кумулативен и необратим. Материалите не се възстановяват при отпадане на напреженията.
- Продължителността се влияе от различни фактори като температура, обработка на повърхността, микроструктура, наличие на окисляващи или инертни химикали, остатъчни натоварвания и т.н.

## Практически проблеми и решения
Умората на материала е сериозен технически проблем например в строителството, авиационния и железопътния транспорт. Това налага периодично частична или цялостна инспекция на определени силно отговорни елементи в транспортните средства. Проверките включват както визуален преглед, така и обстойна инспекция за микропукнатини с помощта на ултразвук и други скъпи методи.
Надеждната превенция срещу умората на материала изисква задълбочено проучване и опит в структурното инженерство, машиностроенето или материалознанието.
Съществуват три основни подхода за осигуряване на дълъг живот за механични части, които показват нарастваща степен на сложност:
- Проектиране за поддържане на механичното натоварване под прага на границата на умора (концепция за безкраен живот);
- Проектиране (консервативно) за фиксиран живот, след което потребителят е принуден да замени детайла с нов (така наречената част с удължен живот, концепция за ограничена продължителност на живота – „срок за безопасна употреба“);
- Инструкции за потребителя да проверява периодично за пукнатини и да заменя детайла, след като пукнатината надвиши критичната дължина. Този подход обикновено използва технологиите на неразрушаващо изпитване и изисква точна прогноза за степента на нарастване на пукнатините между инспекциите. Това често е дизайн, който допуска разрушение до определена граница, след което детайлът остава с ограничени възможности за употреба, без да бъде задължително подменян.